# جيمس ويتكومب رايلي
جيمس ويتكومب رايلي (بالإنجليزية: James Whitcomb Riley)‏ (7 أكتوبر 1849 - 22 يوليو 1916) هو كاتب وشاعر أمريكي من ولاية إنديانا، امتدت فترة تأليفه من سبعينيات القرن التاسع عشر حتى بدايات القرن العشرين، حظيت مؤلفاته بشهرة واسعة، واعتلت قائمة الكتب الأكثر مبيعاً خصوصاً في فترة التسعينيات.

## حياته
وُلِد جيمس ويتكومب رايلي في السابع من أكتوبر سنة 1849 في مدينة جرينفيلد التابعة لولاية إنديانا. عُرِف رايلي خلال حياته بشاعر الهوزر، وهو لقب مرتبط بولاية إنديانا، وذلك بسبب استعماله لهجة أهل ذلك البلد في مؤلَّفاته. ولُقِّبَ كذلك بشاعر الأطفال، نظراً لاهتمامه بالأشعار الطفولية الموجهة إلى صغار السن. تتناول قصائده في أكثريتها مواضيع فكاهية أو عاطفية، ومن بين ما يقارب الألف قصيدة ألَّفها رايلي أغلبيتها مكتوبة بلهجة إنديانا عوضاً عن الإنجليزية التقليدية. من أشهر قصائده «آني الصغيرة اليتيمة» (Little Orphant Annie) و«الرَّجُل رَثُّ الملابس» (The Raggedy Man).
بدأ رايلي مسيرته الأدبية بنشر أبيات شعرية في الصحف، وبعد أن لقيت أشعاره استحساناً من قبل هنري وادزورث لونغفيلو ذاعَ صيته واستطاع الحصول على وظائف مربحة في دُوَر نشر إنديانا في أواخر السبعينيات. ومن ثمَّ توسَّعت شهرته لتبلغ مناطق أخرى في الولايات المتحدة، وبدأ بزيارة وسط غرب الولايات المتحدة، وما لبثت شهرته أن وصلت إلى كامل الولايات المتحدة، فقام بعروض مسرحية مع مواهب أخرى على المستوى الوطني. عانى رالي كثيراً من إدمان الكحول، وربَّما كان السبب الرئيس في ابتعاده عن الزواج، فهو لم يتزوج ولم ينجب أطفالاً، وسبَّب فضيحة في 1888 عندما لم يكن قادراً على الأداء على المسرح لكونه مخموراً. ومع ذلك فقد ازدادت شهرته بعد هذه الحادثة وسرعان ما تخلَّى عن العقود الصغيرة التي تحدُّ من أرباحه وأصبح ثرياً للغاية. وفي التسعينيات أصبح رايلي واحداً من أكثر الكُتَّاب مبيعاً في الولايات المتحدة، وقام هاورد تشاندلر كريستي بجمع قصائد الأطفال خاصَّته وأضاف إليها رسوماً ونشرها ككتاب منفصل تحت مسمى «أشعار الطفولة» (Rhymes of Childhood)، اشتهر الكتاب كثيراً وبيعت نه نسخ بالملايين. ويُعدُّ رايلي واحداً من أشهر شعراء فترة حياته، وحقَّق درجة من الشهرة حتى أُقِيمت له احتفالات في مناطق مختلفة من البلد يحضرها هو ليُلقِي شعراً. وفي 1910 أُصيب رايلي بالشلل في يده اليمنى ولم يكتب بعدها حتى وفاته في 23 يوليو من العام 1916 بعد إصابته بسكتة دماغية.

## مؤلفاته
| - «Armazindy» - «The Book of Joyous Children» - «A Child-World» - «A Defective Santa Claus» - «The Flying Islands of the Night» - «Green Fields and Running Brooks» - «His Pa's Romance» - «Old-Fashioned Roses» - «Pipes o' Pan at Zekesbury» - «Poems Here at Home» - «Rhymes of Childhood» - «Riley Child-Rhymes» - «Riley Child Verse» - «Riley Farm-Rhymes» - «Riley Love-Lyrics» - «Riley Roses» | - «Riley Songs of Friendship» - «Riley Songs of Home» - «Rubaiyat of Doc Sifers» - «Afterwhiles» - «The book of joyous children» - «The boy lives on our farm» - «The boys of the old glee club» - «A child-world» - «Contentment» - «Eccentric Mr. Clark : stories in prose» - «The flying islands of the night» - «The runaway boy» - «When the frost is on the punkin, and other poems» - «When she was about sixteen ...» - «When my dreams come true» - «The vinegar buyer: sharp sayings of sharp people» |

## روابط خارجية
- جيمس ويتكومب رايلي على موقع IMDb (الإنجليزية)
- جيمس ويتكومب رايلي على موقع الموسوعة البريطانية (الإنجليزية)
- جيمس ويتكومب رايلي على موقع ميوزك برينز (الإنجليزية)
- جيمس ويتكومب رايلي على موقع قاعدة بيانات برودواي على الإنترنت (الإنجليزية)
- جيمس ويتكومب رايلي على موقع إن إن دي بي (الإنجليزية)
- جيمس ويتكومب رايلي على موقع قاعدة بيانات الفيلم (الإنجليزية)